# Eldon (Missouri)
Eldon è un comune degli Stati Uniti d'America, situato nello Stato del Missouri, nella contea di Miller.